# Yard Cup
Yard Cups werden in der Regel aus Kunststoff oder Glas hergestellt. Sie sind länglich geformt und oft auch mit einem Deckel mit Trinkhalm ausgestattet, der den Becher dicht abschließt.

## Herkunft, Geschichte, Verbreitung
Die Yard Cups bekamen ihren Namen über die lang gestreckte Form. Das Yard, das Längenmaß misst 914,4 mm. Die kelchartigen Becher wurden so zu Yard Cups. In Deutschland nennt man diese Becher auch Hantelbecher. Im englischsprachigen Bereich werden sie oft mit der Kurzform Yarder bezeichnet.
Yard Cups sind in den USA und England ein weit verbreitetes Trinkgefäß, insbesondere in amerikanischen Eisdielen, Tankstellen und Fastfood-Ketten sind Yard Cups in verschiedenen Formen und Farben inzwischen die Trendverpackung für Bier, Softdrinks und Slush.